# Ämbetsexamen
Ämbetsexamen avser teoretiska kompetensprov, vars godkännande är nödvändigt för anställning som ämbetsman. 
Vanligen begagnas uttrycket bara om prov för anställning som civil ämbetsman. Ursprungligen förekom i Sverige inte ämbetsexamina av detta slag, men i 1719 och 1720 års kansliordningar gjordes anställning i kansliet beroende av en inträdesexamen inför Kanslikollegium. Kunglig förordning av 10 mars 1749 påbjöd en universitetsexamen för aspiranter på ämbeten med judiciell befogenhet, och härigenom uppkom den s.k. hovrättsexamen, i stället för vilken efter 1904 trätt juris kandidatexamen (se även juris utriusque kandidat). 
Genom kunglig förordning av 9 mars 1750 föreskrevs universitetsexamen även för dem, som ville "tjäna vid andra regeringens civila grenar". En sådan krävdes dock länge endast av aspiranter till Kanslikollegium och Bergskollegium: kansliexamen och bergsexamen, och först på grund av en kunglig förordning 30 april 1799 inrättades en (nu sedan länge avskaffad) universitetsexamen för inträde i de kamerala förvaltande verken, den s.k. kameralexamen.
Emellertid hade trots uppkomsten av akademiska ämbetsexamina rätten till inträdesprövning bibehållits för kansliet och genom kunglig förordning av 12 november 1766 utsträckts till hovrätter och andra kollegier, men i samma mån studentexamen och det akademiska examensväsendet utvecklades, förlorade denna ämbetsverkens examinationsrätt i betydelse och avskaffades fullständigt genom kunglig förordning 12 maj 1865. För anställning som adjunkt och lektor vid de allmänna läroverken föreskrevs 1 november 1907 en filosofisk ämbetsexamen, avlagd vid universitet eller högskola.
I Storbritannien och USA fanns länge inga ämbetsexamina, men då detta ledde till nepotism och att ämbetena användes som partibelöningar), uppstod i båda länderna en reformrörelse till förmån för ett ordnat examensväsen, och efter 1853 utvecklades ett sådant i Storbritannien och efter 1883 i USA (Civil service reform). Det tidigaste europeiska systemet med ämbetsexamina tillkom i Indien genom Brittiska Ostindiska Kompaniets försorg. Allra först i historien var Kina, där redan under antiken ämbetsexamen infördes.